# 佟志广
佟志广（1933年1月—2017年7月24日），出生于河北省安平县羽林村，中华人民共和国政治人物。

## 生平
1949年考入北京师范学校。1951年7月，毕业分配到贸易部茶叶公司。1952年7月，送入外贸部对外贸易学院（现对外经济贸易大学）。1955年毕业，之后进入中国驻印度大使馆商务处工作。1958年结婚，回国后在外贸部办公室交际处担任翻译，之后在中国驻孟买总领事馆工作。1961年，调任中国驻缅甸大使馆工作。1969年，文化大革命期间受到迫害，下放干校劳动。1972年，起用担任联合国常驻代表团成员，之后调任中国驻美联络处工作，担任商务秘书。1973年10月，加入中国共产党。1978年，担任中国粮油进出口总公司进口处处长。1980年，担任副总经理。1984年，在香港，担任华润公司常务副总经理，不久升任总经理。1991年1月，回国任对外经济贸易部副部长、党组成员。1992年，担任中美知识产权代表团团长、中美市场准入代表团团长及复关谈判代表团团长，并率团与美方讨论中国美国贸易争议。在任内与美方达成签署关于“市场准入”和“知识产权保护”两项谅解备忘录，并在“复关”问题上，确立了“先大陆后台湾”的原则，为之后中国加入世界贸易组织谈判打下重要基础。1998年3月，第九届全国人大第一次会议上，他当选为全国人民代表大会常务委员会委员。
1994年4月任中国进出口银行董事长、党组书记。2017年7月24日，因病医治无效在北京逝世，享年84岁。